# Desi Slava
Desi Slava (née le 7 mars 1979) est une chanteuse bulgare de turbo folk née à Radnevo, dans l'oblast de Stara Zagora (sud de la Bulgarie).

## Biographie
Elle commence à chanter à l'âge de onze ans. À quatorze ans, elle obtient son premier prix. Elle sort son premier album en 1996. Deux ans plus tard sort son premier album solo, « Pas de problèmes », suivi de « Magie diabolique » qui la rend populaire auprès d'un large public, puis « Pour toujours » et « Mystère ».
Elle est l'une des personnes ayant participé à la deuxième saison de Big Brother sur la télévision bulgare au printemps 2007 ; elle y participe 33 jours et remporte la deuxième place.

## Discographie

### Albums
- Нямам проблеми (1998) (Je n'ai pas de problèmes)
- Ези-тура (2000)
- Завинаги (2001) (Pour toujours)
- Мистерия (2002) (Mystère)
- Любовта е само чувство (2004) (L'amour est juste un sentiment)
- The Best of Desi Slava (2004)
- Together (album en duo avec Azis) (2004)
- Гореща следа (2005)
- Сладки сънища (2006)
- Estoy aquí (2007)
- Послушай сърцето си (2010)
- Slavatronika (2011)

### Singles
- Мъжете всичко искат (Les hommes veulent tout)
- До тук (Jusqu'ici)
- You're the love
- Бели нощи (Nuits blanches)
- Мистерия (Mystère)
- Две сърца (Deux cœurs)
- Българи (Bulgares)
- Love above the ocean
- Мога (Je peux)
- Be your girl
- Просто Забрави (Oublie simplement)
- Лъжа (Mensonges)
- Нежна дрога
- Забрави за мен (Oublie-moi)
- Думи две (Deux mots)
- Bailar Sin final